# 松下雅人
松下 雅人（Masato Matsushita、まつした まさと、1961年12月5日- 2020年6月12日 ）は、日本の声楽家、元名古屋音楽大学教授、学部長、研究科長。

## 来歴
国立音楽大学声楽科首席卒業及び同大学院オペラ科修了、ロータリ奨学生としてモーツァルテウム音楽院留学。ボン歌劇場専属歌手を務める。
2003年4月より名古屋音楽大学声楽コース教授。2014年4月より学部長。
2003年4月から2014年3月まで愛知県立芸術大学の非常勤講師を務める。愛知県立芸術大学の門下生には、バス・バリトン歌手の林隆史（同大音楽学部声楽科首席卒業、同大学院音楽研究科博士前期課程声楽専攻修了）や、テノール歌手の大久保亮（同大学院音楽研究科博士前期課程声楽専攻首席修了）などの著名な声楽家がいる。
2020年6月12日0時28分に逝去。

## エピソード
- 「ボス」の愛称で、親しい知人や門下生から慕われていた。
- 学生想いの優しい人柄で、門下を超えて多くの学生から愛される存在であった。